# ماسكيتو
ماسكيتو (بالإيطالية: Maschito)‏ هي بلدية في مقاطعة بوتنسا في إقليم بازيليكاتا الإيطالي.

## السكان
في سنة 1861 بلغ عدد السكان 3٬746 نسمة، وتطور العدد ليصل في سنة 2011 لـ 1٬730 نسمة.
يظهر هذا المخطط البياني تطور النمو السكاني لـ ماسكيتو